# 田邊朋之
田辺 朋之（田邊 朋之、たなべ ともゆき、1924年（大正13年）9月12日 - 2002年（平成14年）12月26日）は、日本の政治家、医師。京都市長。広島県出身。

## 経歴
広島県比婆郡西城町（現在の庄原市西城町）の生まれ。1937年（昭和12年）12歳で大阪に出て旧制四条畷中学（現・大阪府立四條畷高等学校）を経て京都府立医科大学進学。1948年（昭和23年）卒業後、同大学整形外科助手を務めた後、1957年（昭和32年）京都市四条通沿いに田辺医院を開業。1966年（昭和41年）京都府医師会理事から副会長を経て1984年（昭和59年）京都府医師会長就任。
1989年（平成元年）古都税紛争を引き起こした今川正彦前市長の任期切れに伴う京都市長選挙で、2位の共産党推薦の木村万平と321票差の僅差で当選。二期を務め1996年（平成8年）任期途中で退任した。期間中、平安遷都1200年記念事業で京都国際市民マラソンや世界歴史会議などを開催。また規制緩和を進め、京都ホテルやJR京都駅ビルの高層化工事を認め、古都の激しい景観論争が起きる切っ掛けを作った。また地下鉄東西線整備に尽力した。その他、京都府公安委員も務めた。
2002年12月26日、慢性腎不全のため京都市中京区の病院で死去、78歳。死没日をもって正五位に叙される。

## 栄典
- 1996年 - 勲三等旭日中綬章受章[1][3]
- 2002年 - 正五位